# Joseph Biroc
Joseph Francis Biroc (New York, 12 febbraio 1903 – Los Angeles, 7 settembre 1996) è stato un direttore della fotografia statunitense.

## Riconoscimenti
- Oscar alla migliore fotografia
  - 1965: candidato - Piano... piano, dolce Carlotta
  - 1975: vincitore (con Fred J. Koenekamp) - L'inferno di cristallo

## Filmografia parziale
- Voglio danzare con te (Shall We Dance), regia di Mark Sandrich (1937)
- La vita è meravigliosa (It's a Wonderful Life), regia di Frank Capra (1946)
- La città magica (Magic Town), regia di William A. Wellman (1947)
- Donne di frontiera (Roughshoud), regia di Mark Robson (1949)
- Buana Devil (Bwana Devil), regia di Arch Oboler (1952)
- Il muro di vetro (The Glass Wall), regia di Maxwell Shane (1953)
- Prima linea (Attack!), regia di Robert Aldrich (1956)
- Quaranta pistole (Forty Guns), regia di Samuel Fuller (1957)
- Pietà per la carne (Home Before Dark), regia di Mervyn LeRoy (1958)
- Tre passi dalla sedia elettrica (Convincts 4), regia di Millard Kaufman (1962)
- La porta dei sogni (Toys in the Attic), regia di George Roy Hill (1963)
- Ciao, ciao Birdie (Bye Bye Birdie), regia di George Sidney (1963)
- Sotto l'albero yum yum (Under the Yum Yum Tree), regia di David Swift (1963)
- Giovani amanti (The Young Lovers), regia di Samuel Goldwyn Jr. (1964)
- Una pallottola per un fuorilegge (Bullet for a Badman), regia di R.G. Springsteen (1964)
- Piano... piano, dolce Carlotta (Hush... Hush, Sweet Charlotte), regia di Robert Aldrich (1964)
- Il volo della fenice (The Flight of the Phoenix), regia di Robert Aldrich (1965)
- Arrivano i russi, arrivano i russi (The Russians Are Coming, the Russians Are Coming), regia di Norman Jewison (1966)
- Ladri sprint (Fitzwilly), regia di Delbert Mann (1967)
- L'investigatore (Tony Rome), regia di Gordon Douglas (1967)
- L'assassinio di Sister George (The Killing of Sister George), regia di Robert Aldrich (1968)
- La terza fossa (What Ever Happened to Aunt Alice?), regia di Lee H. Katzin (1969)
- Non è più tempo d'eroi (Too Late the Hero), regia di Robert Aldrich (1970)
- La canzone di Brian (Brian's Song), regia di Buzz Kulik (1971)
- La stella di latta (Cahill U.S. Marshall), regia di Andrew V. McLaglen (1973)
- Mezzogiorno e mezzo di fuoco (Blazing Saddles), regia di Mel Brooks (1974)
- L'inferno di cristallo (The Towering Inferno), regia di John Guillermin e Irwin Allen (1974)
- Quella sporca ultima meta (The Longest Yard), regia di Robert Aldrich (1974)
- I ragazzi del coro (The Choirboys), regia di Robert Aldrich (1977)
- L'aereo più pazzo del mondo (Airplane!), regia di Jim Abrahams, David Zucker e Jerry Zucker (1980)
- California Dolls (... All the Marbles), regia di Robert Aldrich (1981)
- L'aereo più pazzo del mondo... sempre più pazzo (Airplane II: The Sequel), regia di Ken Finkleman (1982)